# Knik-Fairview
Knik-Fairview is een plaats (census-designated place) in de Amerikaanse staat Alaska, en valt bestuurlijk gezien onder Matanuska-Susitna Borough.

## Demografie
Bij de volkstelling in 2000 werd het aantal inwoners vastgesteld op 7049.

## Geografie
Volgens het United States Census Bureau beslaat de plaats een oppervlakte van
183,9 km², waarvan 180,8 km² land en 3,1 km² water.

## Plaatsen in de nabije omgeving
De onderstaande figuur toont nabijgelegen plaatsen in een straal van 24 km rond Knik-Fairview.